# مصر في دورة الألعاب البارالمبية الصيفية 2024
تنافست مصر في دورة الألعاب البارالمبية الصيفية 2024 في باريس بفرنسا في الفترة من 28 أغسطس إلى 8 سبتمبر. وهي المشاركة الرابعة عشرة للبلاد في دورة الألعاب البارالمبية الصيفية، منذ الظهور الرسمي الأول في عام 1972.

## الحائزون على الميداليات
| الميدالية | الاسم | الرياضة                     | الحدث          | التاريخ  |
| --------- | --- | --------------------------- | -------------- | -------- |
| ذهبية     | محمد المنياوي | رياضة القوة                 | للرجال 59 كغم  | 5 سبتمبر |
| ذهبية     | رحاب أحمد | رياضة القوة                 | للنساء 55 كغم  | 5 سبتمبر |
| فضية      | فاطمة عليان | رياضة القوة                 | للنساء 67 كغم  | 6 سبتمبر |
| فضية      | محمد صبحي (رباع) | رياضة القوة                 | للرجال 88 كغم  | 7 سبتمبر |
| برونزية   | منتخب مصر للكرة الطائرة بوضعية الجلوس للرجال - أشرف زغلول عبد العزيز عبد الله - زكريا عبده - مطاوع أبو الخير - محمد ابو الزيد - عبد النبي حسن أحمد عبد اللطيف - هشام الشويخ - محمد حمدي السوداني - أحمد محمد فضل - أحمد محمد سليمان خميس - حسام مسعود - السيد موسى - أحمد زكري | الكرة الطائرة بوضعية الجلوس | بطولة الرجال   | 6 سبتمبر |
| برونزية   | صفاء حسن | رياضة القوة                 | للنساء 79 كغم  | 7 سبتمبر |
| برونزية   | نادية علي (رافعة أثقال) | رياضة القوة                 | +86 كغم للنساء | 8 سبتمبر |

## المتنافسون
وفيما يلي قائمة بأعداد المتنافسين في الألعاب.
| رياضة               | الرجال | نحيف | المجموع |
| ------------------- | ------ | ---- | ------- |
| ألعاب القوى         | 2      | 0    | 2       |
| بوكيا               | 1      | 1    | 2       |
| كرة الهدف           | 6      | 0    | 6       |
| التجديف بالمظلات    | 0      | 1    | 1       |
| رفع الأثقال         | 7      | 6    | 13      |
| تجديف               | 1      | 1    | 2       |
| الكرة الطائرة جالسة | 12     | 0    | 12      |
| سباحة               | 2      | 1    | 3       |
| كرة الطاولة         | 5      | 6    | 11      |
| التايكوندو          | 1      | 1    | 2       |
| المجموع             | 37     | 17   | 54      |

## ألعاب القوى
حقق لاعبو ألعاب القوى المصريون أماكن حصصهم في الأحداث التالية بناءً على نتائجهم في بطولة العالم 2023 أو بطولة العالم 2024 أو من خلال تخصيص الأداء العالي طالما استوفوا معيار الدخول الأدنى (MES).
- 'ملاحظة -التصنيفات المعطاة لأحداث المضمار تقع ضمن منافسات الرياضي فقط
- Q = التأهل للدور القادم
- q = تأهل إلى الدور التالي باعتباره الخاسر الأسرع أو في الأحداث الميدانية حسب المركز دون تحقيق هدف التأهل
- DQ = غير مؤهل
- PR = رقم قياسي بارالمبي
- AR = رقم قياسي للمنطقة (أو القارية).
- NR = رقم قياسي وطني
- SB = أفضل الموسم
- N/A = الجولة لا تنطبق على هذا الحدث
- Bye = لا يشترط على الرياضي التنافس في الجولة

أحداث المضمار والطريق
| رياضي      | حدث               | حرارة | حرارة | أخير     | أخير     |
| رياضي      | حدث               | نتيجة | رتبة  | نتيجة    | رتبة     |
| ---------- | ----------------- | ----- | ----- | -------- | -------- |
| كريم رمضان | 100 متر رجال تي44 | _     | _     | 11.96    | 7        |
| كريم رمضان | 200 متر رجال تي44 | 24.48 | 5     | لم يتقدم | لم يتقدم |

الأحداث الميدانية
| رياضي                     | حدث                      | أخير  | أخير |
| رياضي                     | حدث                      | نتيجة | رتبة |
| ------------------------- | ------------------------ | ----- | ---- |
| عبدالرحمن يوسف شبيب محمود | القفز الطويل للرجال تي47 | 6.25  | 6    |

## بوكيا
لأول مرة في دورة الألعاب البارالمبية حصلت مصر على حصتين في مسابقة البوتشيا (واحدة للرجال وأخرى للسيدات)، بحكم نتيجتها كأعلى دولة مرتبة في منافسات زوجي بي سي4 في بطولة أفريقيا الإقليمية 2023 بالقاهرة.
| رياضي                 | حدث                 | مباريات البلياردو         | مباريات البلياردو            | مباريات البلياردو         | مباريات البلياردو | ربع النهائي     | الدور نصف النهائي | النهائي / بي أم | النهائي / بي أم |
| رياضي                 | حدث                 | المعارضة نتيجة            | المعارضة نتيجة               | المعارضة نتيجة            | رتبة              | المعارضة نتيجة  | المعارضة نتيجة    | المعارضة نتيجة  | رتبة            |
| --------------------- | ------------------- | ------------------------- | ---------------------------- | ------------------------- | ----------------- | --------------- | ----------------- | --------------- | --------------- |
| محمود علام            | فردي رجال بي سي4    | لاربيين (تايلاند) أل 0-11 | جريساليس (كولومبيا) أل 5-9   | نيكولاي (ألمانيا) أل 2-6  | 4                 | لم يتقدم        | لم يتقدم          | لم يتقدم        | 14              |
| هناء الفار            | فردي سيدات بي سي4   | ليفين (كندا) أل 3-4       | كونينكو (أوكرانيا) دبليو 8-1 | مات سليم (مالايا) أل 3-11 | 3                 | لم يتقدم        | لم يتقدم          | لم يتقدم        | 12              |
| محمود علام هناء الفار | أزواج مختلطة بي سي4 | هونغ كونغ أل 1-8          | البرازيل دبليو 2*–2          | _                         | 2 كيو             | تايلاند أل 0-11 | لم يتقدم          | لم يتقدم        | 8               |

## كرة الهدف
ملخص
| فريق     | حدث          | مرحلة المجموعات | مرحلة المجموعات | مرحلة المجموعات | مرحلة المجموعات | ربع النهائي      | نصف النهائي    | النهائي / بي أم | النهائي / بي أم |
| فريق     | حدث          | المعارضة نتيجة  | المعارضة نتيجة  | المعارضة نتيجة  | رتبة            | المعارضة نتيجة   | المعارضة نتيجة | المعارضة نتيجة  | رتبة            |
| -------- | ------------ | --------------- | --------------- | --------------- | --------------- | ---------------- | -------------- | --------------- | --------------- |
| رجال مصر | بطولة الرجال | أوكرانيا أل 3-6 | الصين أل 4-7    | اليابان أل 1-11 | 4 كيو           | البرازيل أل 0-10 | _              | فرنسا أل 4-6    | 8               |

### بطولة الرجال
تأهل منتخب مصر لكرة الهدف للرجال إلى دورة الألعاب البارالمبية بفضل نتائجه في بطولة أفريقيا آي بي أس إيه 2023 المقامة بالقاهرة في مصر.

## الكانو لذوي الاحتياجات الخاصة
حصلت مصر على حصص لأماكن للأحداث التالية من خلال بطولة العالم لسباقات الكانو سبرنت 2024 التي تستضيفها مدينة سيجد بالمجر.
| رياضي     | حدث         | تسخينات | تسخينات    | نصف النهائي | نصف النهائي | أخير    | أخير |
| رياضي     | حدث         | وقت     | رتبة       | وقت         | رتبة        | وقت     | رتبة |
| --------- | ----------- | ------- | ---------- | ----------- | ----------- | ------- | ---- |
| سلوى أحمد | KL2 للسيدات | 1:07.90 | 6 قدم مربع | 1:07.12     | 5 أف بي     | 1:02.32 | 9    |

## رفع الأثقال
شاركت مصر بمسابقات رفع الأثقال البارالمبية بثلاثة عشر لاعبًا، سبعة رجال وست نساء.

## التجديف
تأهلت مصر بقارب واحد في فئات القوارب المزدوجة المختلطة، بفوزها بسباق التصفيات القارية الأفريقية لعام 2023 في تونس العاصمة ، تونس.
| رياضي                     | حدث                                 | تسخينات | تسخينات | إعادة المباراة | إعادة المباراة | أخير    | أخير |
| رياضي                     | حدث                                 | وقت     | رتبة    | وقت            | رتبة           | وقت     | رتبة |
| ------------------------- | ----------------------------------- | ------- | ------- | -------------- | -------------- | ------- | ---- |
| علي الزيني مروة عبد العال | قوارب التجديف المزدوجة المختلطة PR3 | 8:41.23 | 5 آر    | 8:40.09        | 4 أف بي        | 8:47.99 | 10   |

أسطورة التأهل: FA = النهائي أ (ميدالية)؛ FB = النهائي ب (بدون ميدالية)؛ R = التصفيات التكميلية

## الكرة الطائرة بوضعية الجلوس
دخل منتخب مصر للرجال إلى دورة الألعاب البارالمبية بفضل فوزه بالميدالية الذهبية في بطولة أفريقيا للكرة الطائرة جلوسًا 2024 في لاجوس بنيجيريا.

## السباحة
تأهلت مصر بثلاثة سباحين (رجلين وامرأة) للمنافسة في الألعاب من خلال تحقيق الحد الأدنى من معايير التأهيل (أم كيو أس).

## كرة الطاولة
شاركت مصر بأحد عشر لاعباً من لاعبي تنس الطاولة البارالمبيين في دورة الألعاب البارالمبية. وتأهل خمسة منهم (خالد وسيد وعلا وفوزية وهاجر) لمبارياتهم بحكم فوزهم بالميدالية الذهبية في فئتهم من خلال بطولة أفريقيا البارالمبية 2023 التي أقيمت بالجيزة. وفي وقت لاحق تأهل ستة لاعبين من ذوي الاحتياجات الخاصة إلى الألعاب من خلال تخصيص التصنيف النهائي للاتحاد الدولي لتنس الطاولة.

## التايكوندو
شاركت مصر باثنين من الرياضيين للمنافسة في المسابقة البارالمبية. تأهلت سلمى منعم حسن إلى باريس 2024 بفضل احتلالها المركز السادس في التصنيف البارالمبي في فئة 52 كجم للسيدات؛ وانضم عبد الرحمن محمود إلى قائمة مصر بعد انتصاره بنتائج الميدالية الذهبية في تصفيات أفريقيا 2024 في داكار بالسنغال.
| رياضي            | حدث            | الجولة الاولى                  | ربع النهائي                    | الدور نصف النهائي | إعادة المباراة 1                | النهائي / BM                     | النهائي / BM |
| رياضي            | حدث            | المعارضة نتيجة                 | المعارضة نتيجة                 | المعارضة نتيجة    | المعارضة نتيجة                  | المعارضة نتيجة                   | رتبة         |
| ---------------- | -------------- | ------------------------------ | ------------------------------ | ----------------- | ------------------------------- | -------------------------------- | ------------ |
| عبد الرحمن محمود | رجال – 70 كجم  | نيكولادزي (جورجيا) خسارة 16-18 | لم يتقدم                       | لم يتقدم          | لم يتقدم                        | لم يتقدم                         |              |
| سلمى منعم حسن    | سيدات – 52 كجم | أوبونيو (كينيا) فوز 12-3       | أولامبايار (منغوليا) خسارة 5-7 | _                 | كراسافتسيفا (كازاخستان) فوز 8-1 | جاباريدز (جورجيا) خسارة 2-2 سوبر | 5            |